# گزارش یگر
| گزارش یگر | گزارش یگر | گزارش یگر |
| --------- | --------- | --------- |
|           |           |           |
| ماه       | ثبت‌ها     | کشته‌ها    |
| ژوئن      | ۱ ثبت     | ۴٬۰۰۰     |
| ژوئیه     | ۲۰ ثبت    | ۴٬۴۰۰     |
| اوت       | ۳۳ ثبت    | ۴۷٬۹۰۶    |
| سپتامبر   | ۳۸ ثبت    | ۴۰٬۹۹۷    |
| اکتبر     | ۱۲ ثبت    | ۳۱٬۸۲۹    |
| نوامبر    | ۱۰ ثبت    | ۸٬۲۱۱     |

گزارش یگر (انگلیسی: Jäger Report) گزارشی است که در یک دسامبر ۱۹۴۱ توسط کارل یگر (فرمانده یکی از یگان‌های ویژه گروه A آینزاتس‌گروپن که همراه با گروه ارتش شمالی در عملیات بارباروسا پیشروی می‌کرد) نوشته شد. این گزارش یکی از مهم‌ترین اسنادیست که وقوع هولوکاست در لیتوانی، لتونی و بلاروس را ثابت می‌کند. این گزارش ۹ صفحه‌ای در ۵ کپی تهیه شد. اما تنها یکی از آن‌ها در سال ۱۹۴۴ در زمان تصرف دوباره لیتوانی به دست ارتش شوروی به دست آمد.
گزارش یگر شامل فعالیت‌های جوخه‌های مرگ آینزاتس‌کماندو ۳ و رول‌کماندوهامان از ۲ ژوئیه تا ۲۵ نوامبر ۱۹۴۱ در لیتوانی، لتونی و بلاروس است؛ هم‌چنین اسنادی از محل و تاریخ کشتارها، شمار قربانیان (۱۳۷٬۳۴۶ نفر) و دلیل کشتن آن‌ها (یهودی بودن، کمونیست بودن، مجرم بودن و غیره). در مجموع ۱۱۲ اعدام در ۷۱ محل مختلف در این سه کشور صورت گرفت. در ۹ فوریه ۱۹۴۲ یگر در نوشته‌ای به قلم خود برای فرانتس اشتالکر تعداد را به ۱۳۸٬۲۷۲ نفر (شامل ۱۳۶٬۴۲۱ یهودی که ۴۶٬۴۰۳ نفر مرد، ۵۵٬۵۵۶ نفر زن و ۳۴٬۴۶۴ نفر کودک بودند، ۱٬۰۶۴ کمونیست، ۶۵۳ معلول ذهنی و ۱۳۴ نفر دیگر) رساند. این گزارش هم‌چنین بیان می‌کند که در لیتوانی به غیر از ۳۴٬۵۰۰ کارگر یهودی و خانواده‌هایشان در گتو کونو، گتو شولی و گتو ویلنا، هیچ یهودی دیگری وجود ندارد.

## گزارش
| تاریخ                    | مکان                                     | یهودیان | یهودیان | یهودیان | دیگران | جمع     | توضیحات                                                       |
| تاریخ                    | مکان                                     | مرد     | زن      | کودک    | دیگران | جمع     | توضیحات                                                       |
| ------------------------ | ---------------------------------------- | ------- | ------- | ------- | ------ | ------- | ------------------------------------------------------------- |
| ۴ ژوئیه ۱۹۴۱             | Kaunas Seventh Fort                      | ۴۱۶     | ۴۷      |         |        | ۴۶۳     | به دست پارتیزان‌های لیتوانیایی                                 |
| ۶ ژوئیه                  | Kaunas Seventh Fort                      | ۲٬۵۱۴   |         |         |        | ۲٬۵۱۴   | به دست پارتیزان‌های لیتوانیایی                                 |
| ۷ ژوئیه                  | ماریامپوله                               | ۳۲      |         |         |        | ۳۲      | به‌دست رول‌کماندوهامان                                          |
| ۸ ژوئیه                  | ماریامپوله                               | ۱۴      |         |         | ۵      | ۱۹      |                                                               |
| ۸ ژوئیه                  | گیرکالنیس                                |         |         |         | ۶      | ۶       | قربانیان مقامات کمونیست                                       |
| ۹ ژوئیه                  | وند ژیوگالا                              | ۳۲      | ۲       |         | ۴      | ۳۸      |                                                               |
| ۹ ژوئیه                  | Kaunas Seventh Fort                      | ۲۱      | ۳       |         |        | ۲۴      |                                                               |
| ۱۴ ژوئیه                 | ماریامپوله                               | ۲۱      |         |         | ۱۰     | ۳۱      |                                                               |
| ۱۷ ژوئیه                 | بابتای                                   | ۶       |         |         | ۲      | ۸       | قربانیان همه کمونیست                                          |
| ۱۸ ژوئیه                 | ماریامپوله                               | ۳۹      | ۱۴      |         |        | ۵۳      |                                                               |
| ۱۹ ژوئیه                 | Kaunas Seventh Fort                      | ۱۷      | ۲       |         | ۷      | ۲۶      |                                                               |
| ۲۱ ژوئیه                 | پانه‌وژیس                                 | ۵۹      | ۱۱      |         | ۳۳     | ۱۰۳     |                                                               |
| ۲۲ ژوئیه                 | پانه‌وژیس                                 | ۱       |         |         |        | ۱       |                                                               |
| ۲۳ ژوئیه                 | کداینیای                                 | ۸۳      | ۱۲      |         | ۳۰     | ۱۲۵     |                                                               |
| ۲۵ ژوئیه                 | ماریامپوله                               | ۹۰      | ۱۳      |         |        | ۱۰۳     |                                                               |
| ۲۸ ژوئیه                 | پانه‌وژیس                                 | ۲۳۴     | ۱۵      |         | ۳۹     | ۲۸۸     |                                                               |
| ۲۹ ژوئیه                 | راسینیای                                 | ۲۵۴     |         |         | ۳      | ۲۵۷     |                                                               |
| ۳۰ ژوئیه                 | آریوگالا                                 | ۲۷      |         |         | ۱۱     | ۳۸      |                                                               |
| ۳۱ ژوئیه                 | اوتنا                                    | ۲۳۵     | ۱۶      |         | ۵      | ۲۵۶     |                                                               |
| ۳۱ ژوئیه                 | وند ژیوگالا                              | ۱۳      |         |         | ۲      | ۱۵      |                                                               |
| ۱ اوت                    | اوکمرگه                                  | ۲۵۴     | ۴۲      |         | ۴      | ۳۰۰     |                                                               |
| ۲ اوت                    | Kaunas Fourth Fort                       | ۱۷۱     | ۳۴      |         | ۴      | ۲۰۹     |                                                               |
| ۴ اوت                    | پانه‌وژیس                                 | ۳۶۲     | ۴۱      |         | ۱۹     | ۴۲۲     |                                                               |
| ۵ اوت                    | راسینیای                                 | ۲۱۳     | ۶۶      |         |        | ۲۷۹     |                                                               |
| ۷ اوت                    | اوتنا                                    | ۴۸۳     | ۸۷      |         | ۱      | ۵۷۱     |                                                               |
| ۸ اوت                    | اوکمرگه                                  | ۶۲۰     | ۸۲      |         |        | ۷۰۲     |                                                               |
| ۹ اوت                    | Kaunas Fourth Fort                       | ۴۸۴     | ۵۰      |         |        | ۵۳۴     |                                                               |
| ۱۱ اوت                   | پانه‌وژیس                                 | ۴۵۰     | ۴۸      |         | ۲      | ۵۰۰     |                                                               |
| ۱۳ اوت                   | الیتاس                                   | ۶۱۷     | ۱۰۰     |         | ۱      | ۷۱۹     | (اشتباه در محاسبه)                                            |
| ۱۴ اوت                   | یوناوا                                   | ۴۹۷     | ۵۵      |         |        | ۵۵۲     |                                                               |
| ۱۵–۱۶ اوت                | روکیشکیس                                 | ۳٬۲۰۰   | ۳٬۲۰۰   | ۳٬۲۰۰   | ۷      | ۳٬۲۰۷   |                                                               |
| ۹–۱۶ اوت                 | راسینیای                                 |         | ۲۹۴     | ۴       |        | ۲۹۸     |                                                               |
| ۲۷ ژوئن – ۱۴ اوت         | روکیشکیس                                 | ۴۹۳     |         |         | ۴۸۸    | ۹۸۱     | همه قربانیان از فعالان کمونیست                                |
| ۱۸ اوت                   | Kaunas Fourth Fort                       | ۱٬۴۰۹   | ۴۰۲     |         | ۱      | ۱٬۸۱۲   | شامل ۷۱۱ یهودی اعدام شده از گتو به تلافی فعالیت‌های خرابکارانه |
| ۱۹ اوت                   | اوکمرگه                                  | ۲۹۸     | ۲۵۵     | ۸۸      | ۲      | ۶۴۵     | (اشتباه در محاسبه)                                            |
| ۲۲ اوت                   | دوگوپیلس                                 | ۱       | ۱       |         | ۲      | ۲۱      | بازرسی زندان (اشتباه در محاسبه)                               |
| ۲۲ اوت                   | آگلونا                                   |         |         |         | ۵۴۴    | ۵۴۴     | قربانیان بیماران روانی (۲۶۹ مرد، ۲۲۷ زن و ۴۸ کودک)            |
| ۲۳ اوت                   | پانه‌وژیس                                 | ۱٬۳۱۲   | ۴٬۶۰۲   | ۱٬۶۰۹   |        | ۷٬۵۲۳   |                                                               |
| ۱۸–۲۲ اوت                | راسینیای                                 | ۴۶۶     | ۴۴۰     | ۱٬۰۲۰   |        | ۱٬۹۲۶   |                                                               |
| ۲۵ اوت                   | اوبلیای                                  | ۱۱۲     | ۶۲۷     | ۴۲۱     |        | ۱٬۱۶۰   |                                                               |
| ۲۵–۲۶ اوت                | شدووا                                    | ۲۳۰     | ۲۷۵     | ۱۵۹     |        | ۶۶۴     |                                                               |
| ۲۶ اوت                   | زاراسیای                                 | ۷۶۷     | ۱٬۱۱۳   | ۶۸۷     | ۲      | ۲٬۵۶۹   |                                                               |
| ۲۸ اوت                   | پاسوالیس                                 | ۴۰۲     | ۷۳۸     | ۲۰۹     |        | ۱٬۳۴۹   |                                                               |
| ۲۶ اوت                   | کایشیادوریس                              | ۱٬۹۱۱   | ۱٬۹۱۱   | ۱٬۹۱۱   |        | ۱٬۹۱۱   | نامشخص                                                        |
| ۲۷ اوت                   | پرینای                                   | ۱٬۰۷۸   | ۱٬۰۷۸   | ۱٬۰۷۸   |        | ۱٬۰۷۸   | نامشخص                                                        |
| ۲۷ اوت                   | داگدا و کراسلاوا                         | ۲۱۲     |         |         | ۴      | ۲۱۶     |                                                               |
| ۲۷ اوت                   | یونیشکیس                                 | ۴۷      | ۱۵      | ۱۴۳     |        | ۳۵۵     |                                                               |
| ۲۸ اوت                   | ویلکییا                                  | ۷۶      | ۱۹۲     | ۱۳۴     |        | ۴۰۲     |                                                               |
| ۲۸ اوت                   | کداینیای                                 | ۷۱۰     | ۷۶۷     | ۵۹۹     |        | ۲٬۰۷۶   |                                                               |
| ۲۹ اوت                   | رومشیشکس و ژیژماریای                     | ۲۰      | ۵۶۷     | ۱۹۷     |        | ۷۸۴     |                                                               |
| ۲۹ اوت                   | اوتنا و مولتای                           | ۵۸۲     | ۱٬۷۳۱   | ۱٬۴۶۹   |        | ۳٬۷۸۲   |                                                               |
| ۱۳–۳۱ اوت                | الیتاس و اطراف آن                        | ۲۳۳     |         |         |        | ۲۳۳     |                                                               |
| ۱ سپتامبر                | ماریامپوله                               | ۱٬۷۶۳   | ۱٬۸۱۲   | ۱٬۴۰۴   | ۱۱۱    | ۵٬۰۹۰   |                                                               |
| ۲۸ اوت - ۲ سپتامبر       | دارسونیشکیس                              | ۱۰      | ۶۹      | ۲۰      |        | ۹۹      |                                                               |
| ۲۸ اوت - ۲ سپتامبر       | گارلیاوا                                 | ۷۳      | ۱۱۳     | ۶۱      |        | ۲۴۷     |                                                               |
| ۲۸ اوت - ۲ سپتامبر       | یوناوا                                   | ۱۱۲     | ۱٬۲۰۰   | ۲۴۴     |        | ۱٬۵۵۶   |                                                               |
| ۲۸ اوت - ۲ سپتامبر       | پتراشیونای                               | ۳۰      | ۷۲      | ۲۳      |        | ۱۲۵     |                                                               |
| ۲۸ اوت - ۲ سپتامبر       | ییزناس                                   | ۲۶      | ۷۲      | ۴۶      |        | ۱۴۴     |                                                               |
| ۲۸ اوت - ۲ سپتامبر       | آریوگالا                                 | ۲۰۷     | ۲۶۰     | ۱۹۵     |        | ۶۶۲     |                                                               |
| ۲۸ اوت - ۲ سپتامبر       | یوسواینیای                               | ۸۶      | ۱۱۰     | ۸۶      |        | ۲۸۲     |                                                               |
| ۲۸ اوت - ۲ سپتامبر       | بابتای                                   | ۲۰      | ۴۱      | ۲۲      |        | ۸۳      |                                                               |
| ۲۸ اوت - ۲ سپتامبر       | وند ژیوگالا                              | ۴۲      | ۱۱۳     | ۹۷      |        | ۲۵۲     |                                                               |
| ۲۸ اوت - ۲ سپتامبر       | کراکس                                    | ۴۴۸     | ۴۷۶     | ۲۰۱     |        | ۱٬۱۲۵   |                                                               |
| ۴ سپتامبر                | پراوینیشکس                               | ۲۴۷     | ۶       |         |        | ۲۵۳     |                                                               |
| ۴ سپتامبر                | چکیشکه                                   | ۲۲      | ۶۴      | ۶۰      |        | ۱۴۶     |                                                               |
| ۴ سپتامبر                | سرژیوس                                   | ۶       | ۶۱      | ۱۲۶     |        | ۱۹۳     |                                                               |
| ۴ سپتامبر                | ولیونا                                   | ۲       | ۷۱      | ۸۶      |        | ۱۵۹     |                                                               |
| ۴ سپتامبر                | زاپیشکیس                                 | ۴۷      | ۱۱۸     | ۱۳      |        | ۱۷۸     |                                                               |
| ۵ سپتامبر                | اوکمرگه                                  | ۱٬۱۲۳   | ۱٬۸۴۹   | ۱٬۷۳۷   |        | ۴٬۷۰۹   |                                                               |
| ۲۵ اوت – ۶ سپتامبر       | راسینیای                                 | ۱۶      | ۴۱۲     | ۴۱۵     |        | ۸۴۳     |                                                               |
| ۲۵ اوت – ۶ سپتامبر       | یوربارکاس                                | ۴۱۲     | ۴۱۲     | ۴۱۲     |        | ۴۱۲     |                                                               |
| ۹ سپتامبر                | الیتاس                                   | ۲۸۷     | ۶۴۰     | ۳۵۲     |        | ۱٬۲۷۹   |                                                               |
| ۹ سپتامبر                | بوتریمونیس                               | ۶۷      | ۳۷۰     | ۳۰۳     |        | ۷۴۰     |                                                               |
| ۱۰ سپتامبر               | مرکینه                                   | ۲۲۳     | ۳۵۵     | ۲۷۶     |        | ۸۵۴     |                                                               |
| ۱۰ سپتامبر               | وارنا                                    | ۵۴۱     | ۱۴۱     | ۱۴۹     |        | ۸۳۱     |                                                               |
| ۱۱ سپتامبر               | لیپالینگیس                               | ۶۰      | ۷۰      | ۲۵      |        | ۱۵۵     |                                                               |
| ۱۱ سپتامبر               | سیریای                                   | ۲۲۹     | ۳۸۴     | ۳۴۰     |        | ۹۵۳     |                                                               |
| ۱۲ سپتامبر               | سیمناس                                   | ۶۸      | ۱۹۷     | ۱۴۹     |        | ۴۱۴     |                                                               |
| ۱۱–۱۲ سپتامبر            | اوژوسالیای                               |         |         |         | ۴۳     | ۴۳      | به تلافی کمک‌های مردم محلی به پارتیزان‌های روس                  |
| ۲۶ سپتامبر               | Kaunas Fourth Fort                       | ۴۱۲     | ۶۱۵     | ۵۸۱     |        | ۱٬۶۰۸   | افراد بیمار و موارد مشکوک به بیماری                           |
| ۲ اکتبر                  | ژاگاره                                   | ۶۳۳     | ۱٬۱۰۷   | ۴۹۶     |        | ۲٬۲۳۶   | نتیجه سرکوب سریع شورش یهودیان                                 |
| ۴ اکتبر                  | دژ نهم کاوناس                            | ۳۱۵     | ۷۱۲     | ۸۱۸     |        | ۱٬۸۴۵   | به تلافی کشته شدن یک افسر پلیس آلمانی در گتو                  |
| ۲۹ اکتبر                 | دژ نهم کاوناس                            | ۲٬۰۰۷   | ۲٬۹۲۰   | ۴٬۲۷۳   |        | ۹٬۲۰۰   |                                                               |
| ۳ نوامبر                 | لازدییای                                 | ۴۸۵     | ۵۱۱     | ۵۳۹     |        | ۱٬۵۳۵   |                                                               |
| ۱۵ نوامبر                | ویلکاویشکیس                              | ۳۶      | ۴۸      | ۳۱      |        | ۱۱۵     |                                                               |
| ۲۵ نوامبر                | دژ نهم کاوناس                            | ۱٬۱۵۹   | ۱٬۶۰۰   | ۱۷۵     |        | ۲٬۹۳۴   | یهودیان فرستاده شده از برلین، مونیخ و فرانکفورت               |
| ۲۹ نوامبر                | دژ نهم کاوناس                            | ۶۹۳     | ۱٬۱۵۵   | ۱۵۲     |        | ۲٬۰۰۰   | یهودیان فرستاده شده از برسلاو و وین                           |
| ۲۹ نوامبر                | دژ نهم کاوناس                            | ۱۷      | ۱       |         | ۱۷     | ۳۴      | (اشتباه در محاسبه)                                            |
| ۱۳ ژوئیه – ۲۱ اوت        | دوگوپیلس                                 | ۹٬۰۱۲   | ۹٬۰۱۲   | ۹٬۰۱۲   | ۵۷۳    | ۹٬۵۸۵   | به دست آینزاتس‌کماندو ۳                                        |
| ۱۲ اوت – ۱ سپتامبر       | ویلنیوس                                  | ۴۲۵     | ۱۹      |         | ۱۷     | ۴۶۱     | به دست آینزاتس‌کماندو ۳                                        |
| ۲ سپتامبر                | ویلنیوس                                  | ۸۶۴     | ۲٬۰۱۹   | ۸۱۷     |        | ۳٬۷۰۰   | به تلافی سوء قصد به سربازان آلمانی                            |
| ۱۲ سپتامبر               | ویلنیوس                                  | ۹۹۳     | ۱٬۶۷۰   | ۷۷۱     |        | ۳٬۳۳۴   | (اشتباه در محاسبه)                                            |
| ۱۷ سپتامبر               | ویلنیوس                                  | ۳۳۷     | ۶۸۷     | ۲۴۷     | ۴      | ۱٬۲۷۱   | (اشتباه در محاسبه)                                            |
| ۲۰ سپتامبر               | نمنچینه                                  | ۱۲۸     | ۱۷۶     | ۹۹      |        | ۴۰۳     |                                                               |
| ۲۲ سپتامبر               | ناویویی ویلنیا                           | ۴۶۸     | ۴۹۵     | ۱۹۶     |        | ۱٬۱۵۹   |                                                               |
| ۲۴ سپتامبر               | ریشه                                     | ۵۱۲     | ۷۴۴     | ۵۱۱     |        | ۱٬۷۶۷   |                                                               |
| ۲۵ سپتامبر               | یاشیونای                                 | ۲۱۵     | ۲۲۹     | ۱۳۱     |        | ۵۷۵     |                                                               |
| ۲۷ سپتامبر               | ایشیشکس                                  | ۹۸۹     | ۱٬۶۳۶   | ۸۲۱     |        | ۳٬۴۴۶   |                                                               |
| ۳۰ سپتامبر               | تراکای                                   | ۳۶۶     | ۴۸۳     | ۵۷      |        | ۱٬۴۴۶   |                                                               |
| ۴ اکتبر                  | ویلنیوس                                  | ۴۳۲     | ۱٬۱۱۵   | ۴۳۶     |        | ۱٬۹۸۳   |                                                               |
| ۶ اکتبر                  | سملیشکس                                  | ۲۱۳     | ۳۵۹     | ۳۹۰     |        | ۹۶۲     |                                                               |
| ۹ اکتبر                  | شونچیونیس                                | ۱٬۱۶۹   | ۱٬۸۴۰   | ۷۱۷     |        | ۳٬۷۲۶   |                                                               |
| ۱۶ اکتبر                 | ویلنیوس                                  | ۳۸۲     | ۵۰۷     | ۲۵۷     |        | ۱٬۱۴۶   |                                                               |
| ۲۱ اکتبر                 | ویلنیوس                                  | ۷۱۸     | ۱٬۰۶۳   | ۵۸۶     |        | ۲٬۳۶۷   |                                                               |
| ۲۵ اکتبر                 | ویلنیوس                                  |         | ۱٬۷۶۶   | ۸۱۲     |        | ۲٬۵۷۸   |                                                               |
| ۲۷ اکتبر                 | ویلنیوس                                  | ۹۴۶     | ۱۸۴     | ۷۳      |        | ۱٬۲۰۳   |                                                               |
| ۳۰ اکتبر                 | ویلنیوس                                  | ۳۸۲     | ۷۸۹     | ۳۶۲     |        | ۱٬۵۳۳   |                                                               |
| ۶ نوامبر                 | ویلنیوس                                  | ۳۴۰     | ۷۴۹     | ۲۵۲     |        | ۱٬۳۴۱   |                                                               |
| ۱۹ نوامبر                | ویلنیوس                                  | ۷۶      | ۷۷      | ۱۸      |        | ۱۷۱     |                                                               |
| ۱۹ نوامبر                | ویلنیوس                                  |         |         |         | ۱۴     | ۱۴      | اسیران جنگی و لهستانی‌ها                                       |
| ۲۰ نوامبر                | ویلنیوس                                  |         |         |         | ۳      | ۳       | اسیران جنگی                                                   |
| ۲۵ نوامبر                | ویلنیوس                                  | ۹       | ۴۶      | ۸       | ۱      | ۶۴      |                                                               |
| ۲۸ سپتامبر - ۱۷ اکتبر    | پلیشچانیکی، Bischolin, Šack، Bobr، اوزدا | ۶۲۰     | ۱٬۲۸۵   | ۱٬۱۲۶   | ۱۹     | ۳٬۰۵۰   | به دست آینزاتس‌کماندو ۳ در مینسک بلاروس                        |
|                          |                                          | ۴٬۰۰۰   |         |         |        | ۴٬۰۰۰   |                                                               |
| جمع کل                   | جمع کل                                   | ۵۷٬۳۳۸  | ۴۸٬۵۹۲  | ۲۹٬۴۶۱  | ۲٬۰۵۸  | ۱۳۷٬۳۴۶ |                                                               |
| Notes: 1. 2. 3. 4. 5. 6. |                                          |         |         |         |        |         |                                                               |